# Validə Tutayuq
Validə Tutayuq (aserbaidschanisch Validə Xaspolad qızı Tutayuq; * 23. September 1914 in Şuşa; † 12. November 1980 in Baku, AsSSR) war Aserbaidschanische Botanikerin, die erste aserbaidschanische Doktorin (facultas docendi) der Biowissenschaften (1949), Professorin (1950), Mitglied der Akademie der Wissenschaften der SSR von Aserbaidschan (1968).

## Leben
Validə Tutayuq wurde am 23. September 1914 in Şuşa, Bergkarabach, geboren.
Nach ihrem Abschluss an der Schule in Şuşa im Jahr 1930 trat sie in die Fakultät für Gartenbau und Gärtnerei des Aserbaidschanischen Landwirtschaftlichen Instituts ein.
Im Jahr 1932 begann Tutayuq in der Abteilung für Gartenbau desselben Instituts als Präparatorin zu arbeiten.
Nachdem sie im Jahr 1934 als Aspirantin zugelassen wurde, wurde sie an die Moskauer Landwirtschaftsakademie geschickt, die nach Kliment Arkadjewitsch Timirjasew benannt ist.
Im Jahr 1939 schloss sie ihr Aspirantur mit Erfolg ab und ihre Dissertationsarbeit trug den Titel Die Natur der Polygamie in Levkojen.
Nach ihrem Abschluss kehrte sie an das Aserbaidschanische Landwirtschaftliche Institut zurück und leitete ab 1939 die Abteilung für Botanik.
Gleichzeitig setzt sie ihre Forschung über mehrjährige Blüten in Proben von Leguminosen in verschiedenen Zonen der UdSSR fort. Alle Materialien zum Studium der mehrjährigen Pflanzen werden in der Dissertation zusammengefasst und sie schreibt ihre zweite Doktorarbeit, d. h. ihre Habilitation. Sie verteidigte ihre Dissertation mit dem Titel Embryologie der Polychaeten am 11. Mai 1949 in Leningrad vor dem Wissenschaftlichen Rat des Instituts für Botanik, benannt nach Wladimir Leontjewitsch Komarow der Akademie der Wissenschaften der UdSSR. Im Alter von 35 Jahren war Tutayuq die erste aserbaidschanische Frau, die den Titel eines Doktors (Habilitation) der Biowissenschaften erhielt.
Im Jahr 1957 wurde sie zur Direktorin des Instituts für Botanik der Akademie der Wissenschaften der Aserbaidschanischen SSR ernannt.
Die bioökologischen Eigenschaften der Ophrys caucasica in der Cıdır-Ebene von Şuşa wurden erstmals von Tutayuq untersucht und in Form eines wissenschaftlichen Artikels veröffentlicht. Danach akzeptierten Botaniker auf der ganzen Welt, dass diese seltene Pflanze in Şuşa endemisch ist.
In den Jahren 1968–1972 wurde eine umfassende geobotanische Untersuchung der Winter- und Sommerweiden Aserbaidschans unter der Leitung von Tutayuq durchgeführt.
Sie ist Autorin von 130 wissenschaftlichen Arbeiten, darunter 4 Lehrbücher und 6 Monographien, u. a. die ersten Lehrbücher in aserbaidschanischer Sprache für die Ausbildung der nationalen Lehrkräfte in Botanik und Biologie.
Validə Tutayuq starb am 12. November 1980 in Baku.
Der Präsident von Aserbaidschan, Ilham Əliyev, hat einen Erlass zur Feier des 100-jährigen Jubiläums der Akademikerin Valida Tutayuq unterzeichnet. Im Jahr 2014 fanden in Baku anlässlich des 100. Geburtstages von Valida Tutayuq mehrere Veranstaltungen statt.

## Auszeichnung
- Ehrenzeichen der Sowjetunion (1943)
- Medaille „Für heldenmütige Arbeit im Großen Vaterländischen Krieg 1941–1945“ (1945)
- Jubiläumsmedaille "Zum 100. Geburtstag von Iwan Wladimirowitsch Mitschurin" durch Beschluss des Ministeriums für Hochschulwesen der UdSSR (1955)
- Ehrendekret für Verdienste um die Entwicklung der Volkswirtschaft und Kultur der Republik (1960)
- Verdiente Wissenschaftlerin der Aserbaidschanischen SSR (1974)[3]